# Situation de la Terre dans l'Univers
La connaissance de la situation de la Terre dans l’Univers a été modelée par des siècles d'observation du ciel, d'abord à l’œil nu et avec des instruments de mesure rudimentaires, puis à partir du début du XVIIe siècle avec des lunettes et télescopes toujours plus performants. L'augmentation considérable de qualité et de puissance de l'optique à partir des années 1920, puis l'utilisation d'engins spatiaux aux possibilités démultipliées, couplés aux progrès théoriques sur l'espace et la matière, et à la multiplication des techniques d'investigation (spectrométrie, ondes radios), ont permis d'offrir une vision radicalement différente de ce qu'elle était à l'origine.
Dans de nombreuses cultures et croyances, la Terre était considérée comme le centre de l'univers, dont la partie observable comprenait généralement les planètes errantes visibles à l'œil nu (y compris le Soleil et la Lune) et une sphère d'étoiles fixes, et une partie invisible relevant de la mythologie (le séjour des dieux). Souvent, vis-à-vis de ces mondes mythologiques prépondérants dans la littérature populaire, la Terre conserve également une position centrale, entre ciel et mondes souterrains, comme dans la mythologie grecque ou la mythologie hindoue.
Il a fallu près de vingt siècles, depuis le temps d'Aristarque de Samos (310–230 av. J.-C.) jusqu’à la révolution copernicienne, pour que ce modèle géocentrique soit abandonné, du moins par la communauté scientifique occidentale. Le modèle héliocentrique triomphait ensuite pendant des décennies avant que des observations par William Herschel et d'autres montrent que notre Soleil n'est qu'une étoile parmi tant d'autres faisant partie d'une immense structure galactique qu'est la Voie lactée.
Au début des années 1920, on débattait pour savoir si cette Voie lactée était l'ultime intégralité de notre univers, avant que les découvertes de Henrietta Leavitt et d'Edwin Hubble confirment qu'il existe beaucoup d'autres univers-îles extérieurs à la Voie lactée, et de même rang qu'elle. Très vite, dès les années 1930, on répertorie des amas de galaxies et avec le programme de relevé du ciel par l'observatoire du mont Palomar effectué entre 1948 et 1958, les amas de galaxies sont découverts par milliers.
À la fin du XXe siècle et en ce début du XXIe siècle, les structures à grande échelle de l'Univers visible nous sont devenues plus claires, avec des superamas formant une toile très vaste de filaments galactiques et vides. Superamas, filaments galactiques et vides semblent être les plus grandes structures cohérentes qui existent dans l'univers. À des échelles encore plus grandes (au-delà de 1 000 mégaparsecs), l'univers devient homogène, dans la mesure où toutes ses parties ont en moyenne la même densité, composition et structure.
Comme on admet généralement que l'univers n'a ni centre ni bord, il n'y a pas de point de référence particulier à partir duquel on puisse donner la localisation complète de la Terre dans l'univers. La Terre est alors au centre de l'univers observable et les références peuvent être prises par rapport à sa position ou à celle des différentes structures qui la contiennent, à des échelles différentes. Par ailleurs, il n'est toujours pas déterminé si l'univers est fini ou infini. Un certain nombre de spéculations théoriques ont tenté de modéliser l'Univers, soit unique, soit comme l'un des innombrables univers d'un multivers ; cependant, aucune observation physique d’un tel multivers n’a pu être établie, et certains ont objecté qu’une telle hypothèse n’est ni probable, ni réfutable.
Plusieurs milliers d'étoiles dessinent dans le ciel nocturne des figures plus ou moins caractéristiques permettant de les repérer (les constellations). Chacun de ces points lumineux diffère par son éclat, sa couleur ou son éloignement. Ce dernier se mesure classiquement en années-lumière (a.-l.), qui est la distance parcourue en un an par la lumière, à la vitesse de 300 000 km/s.
Le Soleil n'est qu'une étoile de taille moyenne, de couleur jaune (type spectral G2). Il fait partie d'une gigantesque communauté d'astres en tous genres (100 milliards d'étoiles peut-être ?), réunis sous la forme d'un disque de 100 000 a.-l. de diamètre appelé Galaxie. Pas plus que la Galaxie dans l'Univers, le Soleil n'occupe une place privilégiée au sein de ce vaste système : il se situe dans un des bras spiralés, en périphérie de ce complexe galactique.

## Schématiquement
- Univers
  - Univers observable
    - Univers local

Schéma de notre situation dans l'univers observable. Cliquer pour agrandir.

      - Complexe de superamas Poissons-Baleine
        - Superamas Laniakea
          - Superamas Vierge-Hydre-Centaure
            - Superamas de la Vierge
              - Volume local
                - Feuille locale
                  - Groupe local
                    - Sous-groupe local
                      - Voie lactée
                        - Bras d'Orion
                          - Bulle locale
                            - Nuage interstellaire local
                              - Système solaire
                                - Système Terre-Lune
                                  - Terre